# Craugastor polymniae
Craugastor polymniae is een kikker uit de familie Craugastoridae. De soort werd voor het eerst wetenschappelijk beschreven door Jonathan Atwood Campbell, William W. Lamar en David Mark Hillis in 1989. Oorspronkelijk werd de wetenschappelijke naam Eleutherodactylus polymniae gebruikt.
De soort komt voor in delen van Midden-Amerika en leeft endemisch in Mexico. Craugastor polymniae wordt bedreigd door het verlies van habitat.